# Подводные лодки типа «Сёдерманланд»
Подводные лодки типа «Сёдерманланд» (швед. Södermanlandsklass) — серия шведских дизель-электрических подводных лодок, модернизация проекта «Вестеръётланд».

## Отличия от базового проекта
Первоначально построенные в 1983—1990 годах фирмами Kockums и Karlskronavarvet по проекту «Вестеръётланд», в 2000—2005 годах две лодки прошли модернизацию, заключавшуюся в установке новой секции, в которой находятся двигатели Стирлинга. Из-за существенных отличий от изначального проекта модернизированные лодки получили обозначение «Сёдерманланд». Две другие подводные лодки типа «Вестеръётланд» были в 2005 году сняты с вооружения ВМС Швеции и проданы ВМС Сингапура. С 2005 года они также прошли переоборудование по проекту «Сёдерманланд» перед передачей Сингапуру, получили имена RSS Archer и RSS Swordsman, и известны как тип «Арчер».
Длина лодок типа «Сёдерманланд» после модернизации увеличилась на 12 метров, полное водоизмещение выросло до 1 500 тонн, а применение новой системы охлаждения позволило применять подводные лодки типа «Сёдерманланд» не только в холодных шведских водах, но и в любых других акваториях.
Одна лодка была списана в 2021 году, вторая в 2024 году прошла ремонт и прослужит до 2030 года.

## Представители
| Название                      | Буквенное обозначение | Дата закладки   | Спуск на воду  | Ввод в строй   | Судьба                                                           |
| ----------------------------- | --------------------- | --------------- | -------------- | -------------- | ---------------------------------------------------------------- |
| Сёдерманланд HMS Södermanland | Söd                   | 2 февраля 1985  | 12 апреля 1988 | 21 апреля 1989 | переоборудована по проекту «Сёдерманланд», состоит на вооружении |
| Эстеръётланд HMS Östergötland | Ögd                   | 15 октября 1985 | 9 декабря 1988 | 10 января 1990 | переоборудована по проекту «Сёдерманланд», списана в 2021 году   |